# Hajry Redouane
Hajry Redouane, né le 5 mars 1964 à Casablanca, est un footballeur international marocain qui évoluait au poste de milieu de terrain, reconverti entraîneur et dirigeant.

## Biographie
Hajry Redouane a reçu 3 sélections en équipe du Maroc et a été finaliste de la Coupe des clubs champions européens en 1988 avec le Benfica Lisbonne.
Au cours de sa carrière, il a disputé un total de 294 matchs en 1re division portugaise.
Première joueur marocain à avoir disputé une finale de Ligue des Champions (en 1988).

## Sélection en équipe nationale
11/07/1993 Egypte - Maroc Alexandrie 1 - 1 Elim. CAN 1994
23/02/1994 Maroc - Finlande Casablanca 0 - 0 Amical 
23/03/1994 Luxembourg - Maroc 1 - 2 Amical 
09/04/1995 Maroc – Burkina Faso Casablanca 0 - 0 Elim. CAN 1996

## Carrière
- 1985-1987 : Raja Club Athletic  Maroc
- 1987-1988 : Benfica  Portugal
- 1988-1989 : Sporting Farense  Portugal
- 1989-1990 : CF União  Portugal
- 1990-2000 : Sporting Farense  Portugal[1],[2]

## Palmarès
Benfica Lisbonne
- UEFA Champions League
  - Finaliste : 1988